# Arts et Métiers ParisTech
Arts et Métiers ParisTech (Escola Superior d'Arts i Oficis de París, École Nationale Supérieure des Arts et Métiers), també anomenada ENSAM, és una Grande école d'enginyeria de l'estat francès. Es va fundar el 1780 a París.
L'ENSAM és una institució pública d'ensenyament superior i recerca tècnica, on es pot obtenir el diploma d'enginyeria (Màster Ingénieur ENSAM), el diploma màster de recerca i de doctorat, el Mastère spécialisé i el MOOC.